# Атлетико Букараманга
Атлетико Букараманга (на испански: Atlético Bucaramanga) е колумбийски футболен отбор от Букараманга, департамент Сантандер. Основан е на 11 май 1949 г. Въпреки че има над 60 сезона в Категория Примера А, най-високото постижение на отбора е едно второ място в края на 90-те години на 20 век.

## История
Плановете за създаване на отбор, който да представлява департамента в професионалната футболна лига на Колумбия се зараждат през 1948 г. Голяма заслуга за създаването му имат президентите на няколко местни аматьорски отбора, а при първото участие в шампионата, тимът е съставен от играчи от Букараманга, Баракамбермеха и Баранкиля и завършва на 11 място. През 1994 г. тимът за първи път изпада във втора дивизия, но още на следващата година успява да завърши на първо място, завръщайки се в елита. През сезон 1996/1997 завършва на второ място, след като във финалните двубои губи с общ резултата 2:1 от Америка де Кали, с което добива право на участие в Копа Либертадорес, където стига до осминафиналите. Въпреки че през 2002 г. Атлетико трябва отново да играе във втора дивизия, увеличаването на броя на участниците в Категория Примера А на 18 води до тристранен турнир за определяне на двата допълнителни отбора, в който тимът завършва на второ място и запазва мястото си в първа дивизия. Изпадането обаче става факт през 2008 г., а следващия сезон Атлетико е близо до връщане в елита, но след като губи финала на първенството срещу Кортулуа с общ резултат 4:1, губи и баража за влизане в първа дивизия срещу Депортиво Перейра с общ резултат 5:3.

## Дерби
Най-голямото съперничество на отбора е с Кукута Депортиво, тим от съседния департамент Северен Сантандер. Дербито е известно като Класико дел ориенте коломбиано (Дербито на Източна Колумбия) или още като Класико дел Гран Сантандер. Първата среща между двата тима е през 1950 г. и завършва с победа с 1:0 за Кукута Депортиво. Към 13 октомври 2014 г. двата отбора имат общо 188 мача помежду си във всички турнири, като Атлетико има 58 срещу 69 за Кукута и 61 равенства.

## Играчи

### Известни бивши играчи
- Агустин Балбуена
- Алберто Усуриага
- Даниел Килер
- Драгослав Шекуларац
- Франсиско Матурана
- Хайро Кастийо
- Хуан Карлос Енао

## Успехи
- Категория Примера А:
  - Вицеампион (1): 1996/1997
- Категория Примера Б:
  - Шампион (1): 1995
  - Вицеампион (1): 2009

## Рекорди
- Най-голяма победа: 7:0 срещу Патриотас, 9 април 2008
- Най-голяма загуба: 8:1 срещу Кукута Депортиво, 17 юни 1973; Хуниор, 22 юни 1983
- Най-много мачове: Мисаел Флорес – 477
- Най-много Голове: Хосе Америко Монтанини – 134